# Pierachod (rejon homelski)
Pierachod (biał. Пераход; ros. Переход, Pieriechod) – osiedle na Białorusi, w obwodzie homelskim, w rejonie homelskim, w sielsowiecie Ciareniczy.